# Sleazy
"Sleazy" är en låt av den amerikanska sångerskan Kesha från hennes första EP-skiva, Cannibal. Låten skrevs av Kesha, Dr. Luke, Benny Blanco, Klas Åhlund och Bangladesh, som producerade låten. Låten släpptes exklusivt på iTunes den 29 oktober 2010 som en del i nedräkningen till Cannibal. Låten mottogs med positiva recensioner från kritiker och jämfördes med låtar av Jennifer Lopez, Gwen Stefani och Lil Wayne. "Sleazy" debuterade i Kanada och USA som nummer fyrtiosex respektive femtioett.

## Bakgrund och mottagande
"Sleazy" skrevs av Kesha, Dr. Luke, Benny Blanco, Klas Åhlund och Bangladesh, som producerade låten.  Kesha sjunger på ett pratande sätt i låten, likt hennes sångstil i andra låtar. Även Auto-Tune används i vissa delar. Låten har jämförts med Gwen Stefanis "Hollaback Girl", Jennifer Lopez "Love Don't Cost a Thing" och Lil Waynes "Milli".
Jocelyn Vena från MTV News skrev en positiv recension om låten. Nadine Cheung från AOL Radio jämförde den med "We R Who We R".

## Låtlista
- Digital nedladdning[4]

1. "Sleazy"  – 3:25

## Topplistor
| Topplista (2010)      | Högsta position |
| --------------------- | --------------- |
| Kanada                | 46              |
| USA Billboard Hot 100 | 51              |

## Utgivningshistorik
| Land       | Datum           | Format              |
| ---------- | --------------- | ------------------- |
| Australien | 29 oktober 2010 | Digital nedladdning |
| Kanada     | 29 oktober 2010 | Digital nedladdning |
| USA        | 29 oktober 2010 | Digital nedladdning |